# Harar
Harar (cu variantele Harrar, Hārer, Harer)   este un oraș  în  partea de est a  Etiopiei, localizat într-un podiș înalt la o înălțime de peste 1800 m. Centru administrativ al statului Harari.
Oraș sacru pentru islam: pe teritoriul localității se găsesc nu mai puțin de 82 de moschei (dintre care 3 datează din secolul al X-lea).

## Patrimoniu mondial UNESCO
În anul 2006, orașul vechi fortificat a fost inclus pe lista patrimoniului cultural mondial UNESCO.